# Château de Shush
Le château de Suse est situé dans les ruines de l'ancienne cité de Suse, dans le Khouzistan, en Iran. Il a été construit par l'archéologue français Jacques de Morgan à la fin des années 1890, pour abriter les équipes et le produit des fouilles et qui s'est servi hélas directement des pierres et matériaux trouvés dans les monuments millénaires et les sites de fouille.

## Galerie

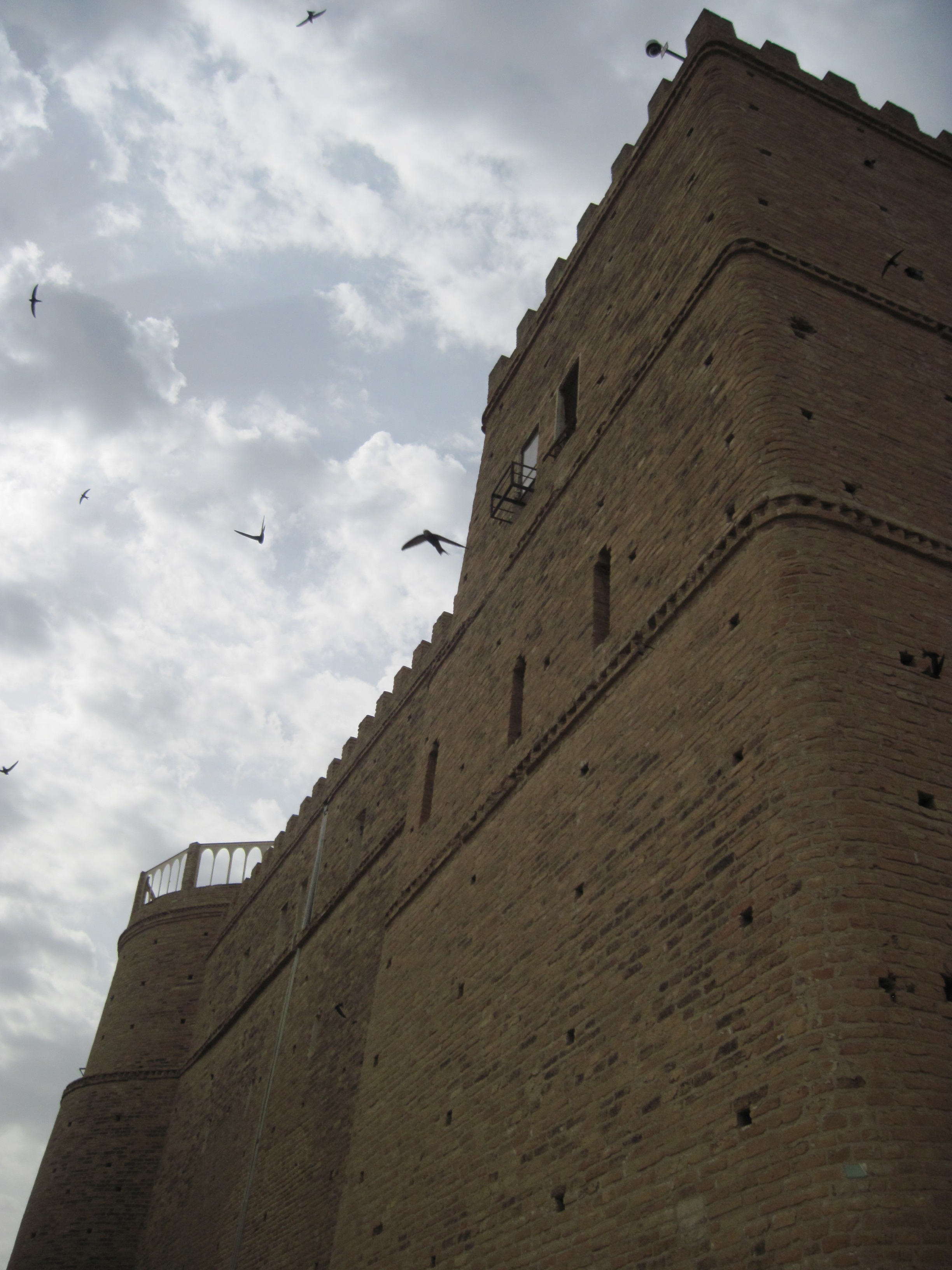
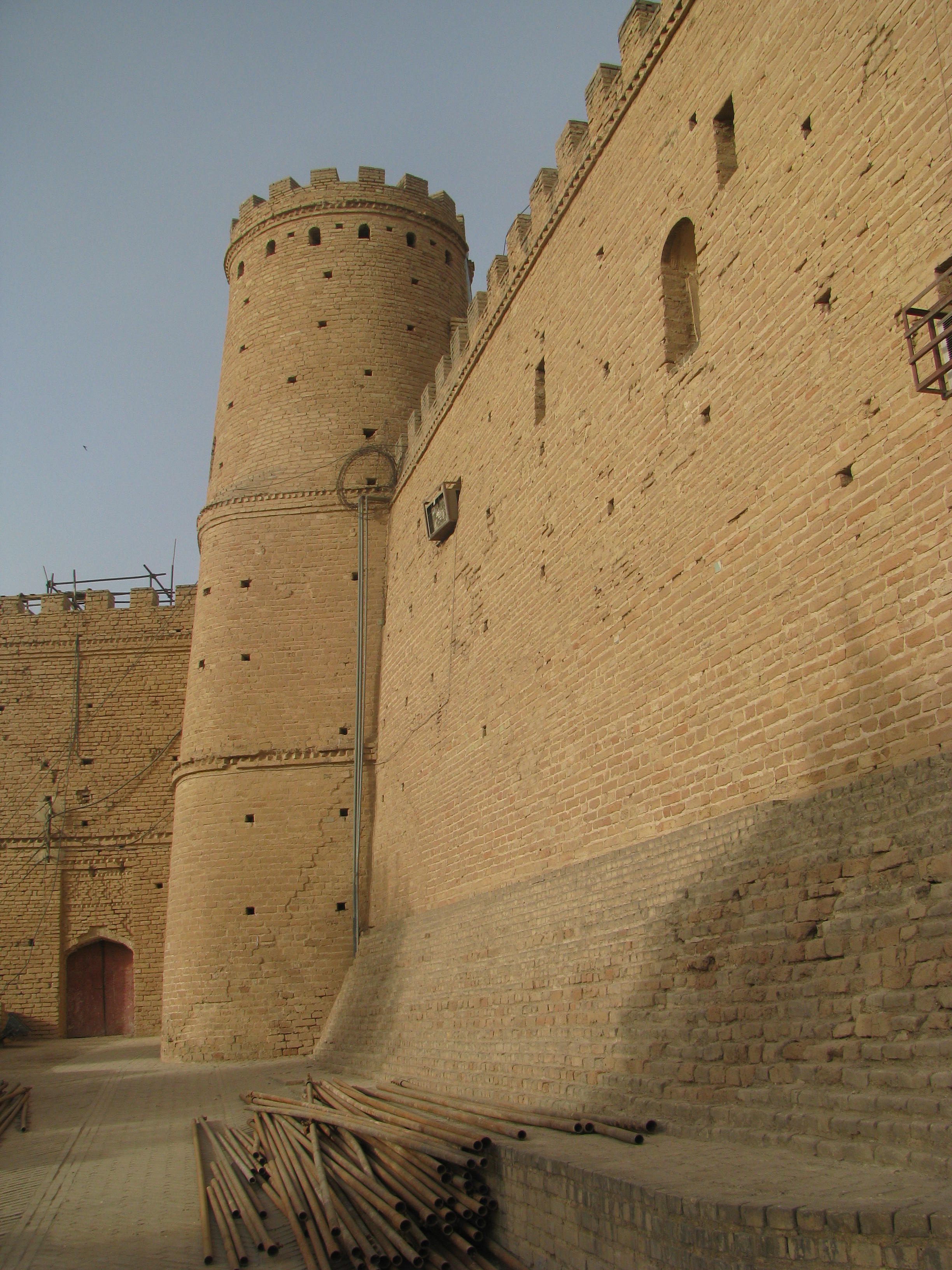
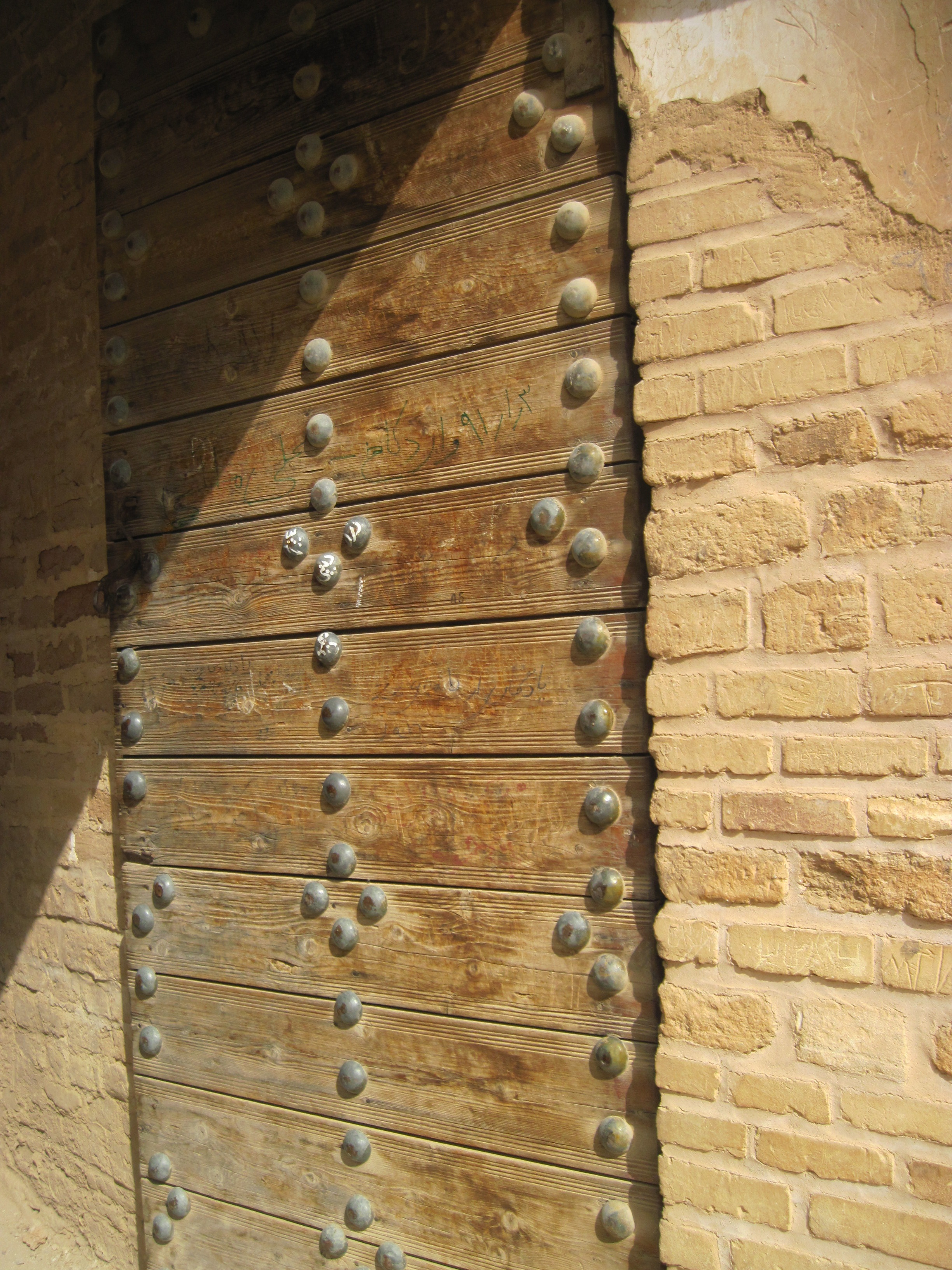
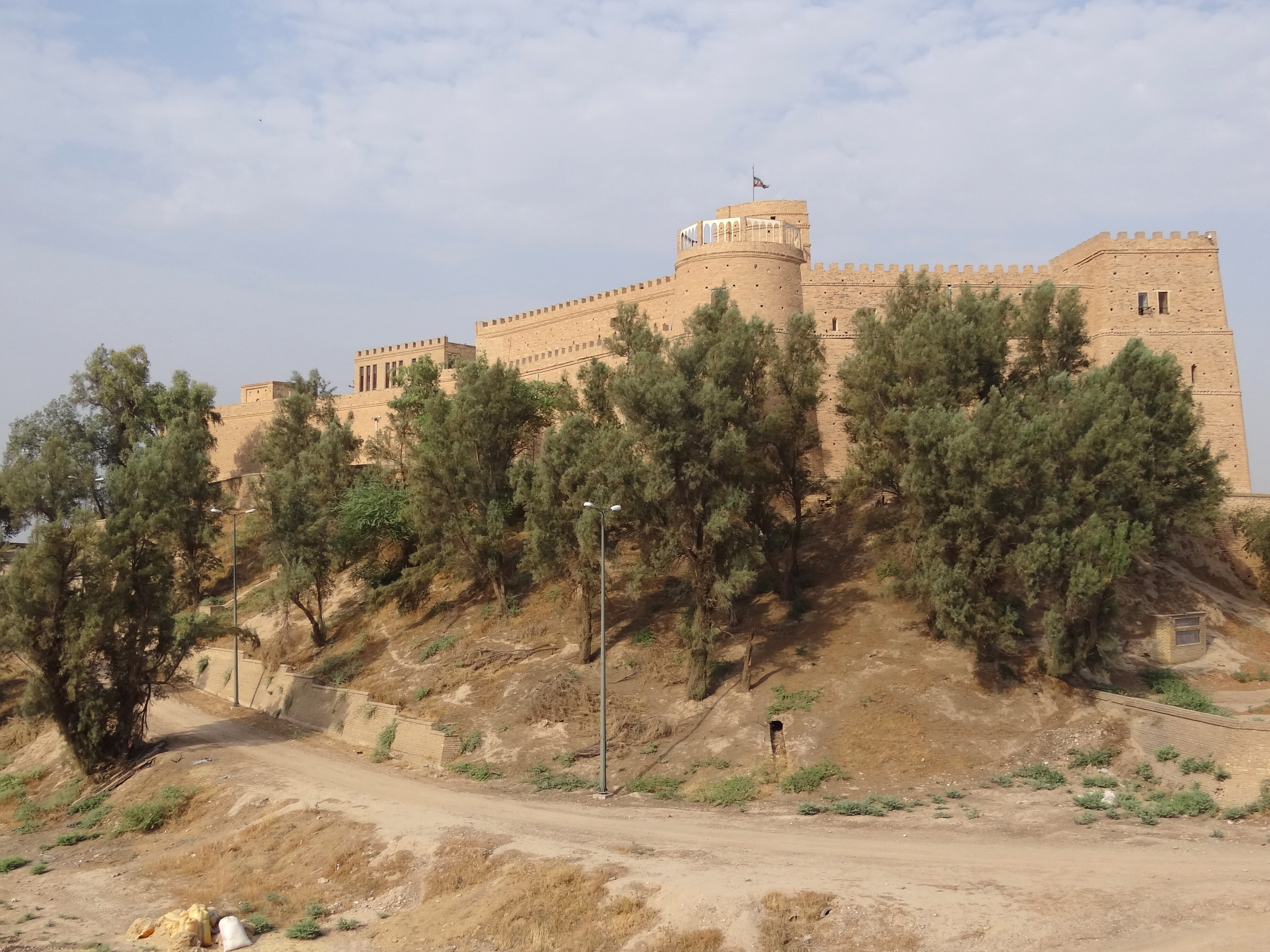